# Zbrodnia wojenna

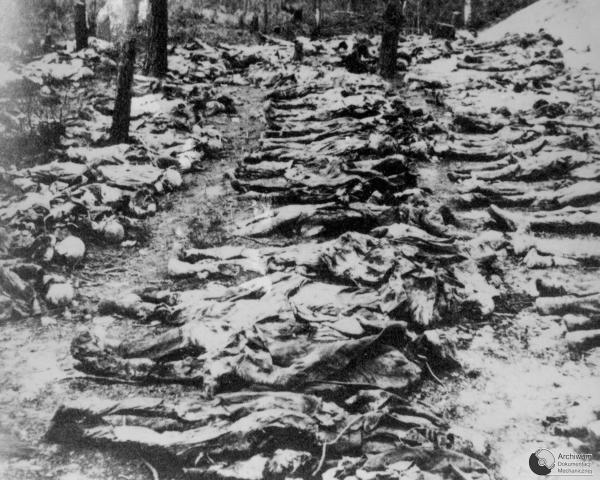
Ekshumacja ofiar zamordowanych w 1940 przez NKWD w Katyniu, 1943

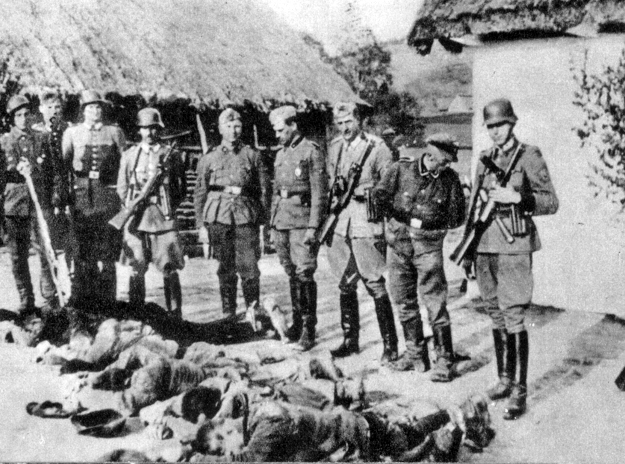
Polscy rolnicy zamordowani przez niemieckich okupantów, 1943

Zbrodnia wojenna – ciężkie naruszenie prawa i zwyczajów wojennych, zwłaszcza popełniane w ramach ogólnego planu politycznego i mające charakter powszechny. Wraz z rozwojem prawa międzynarodowego, powstawały kolejne dokumenty precyzujące kwestię zbrodni wojennych. Statut Rzymski podpisany przez wszystkie kraje członkowskie ONZ w 1998 roku w Artykule 8 ustanawia podstawę działania specjalnego organu sądowniczego do spraw zbrodni – Międzynarodowego Trybunału Karnego (MTK, ang. ICC).

## Historia
Od starożytności zbrodnie wojenne określano jako „barbarzyństwo wojenne”. Ograniczało je tylko prawo zwyczajowe, którego nie miał kto egzekwować. Pierwszymi pisanymi normami prawa międzynarodowego były:
- deklaracja paryska w 1856 roku
- konwencja genewska w 1864 roku
- deklaracja petersburska w 1868
- deklaracja brukselska w 1874
- konwencja genewska w 1906 roku
- konwencje haskie z 1899 i 1907 roku.

Ww. konwencje nie ustanowiły konsekwencji karnych za popełnione zbrodnie, tylko nakładały na sygnatariuszy obowiązek regulacji tych kwestii w ustawodawstwie swojego kraju.
Pojęcie i geneza terminu „zbrodnia wojenna” zostały wprowadzone po raz pierwszy do prawa i praktyki międzynarodowej podczas i na zakończenie I wojny światowej, znajdując normatywny wyraz w artykule 228 traktatu wersalskiego z 1919, który przewidywał karalność czynów naruszających prawa i zwyczaje wojenne, a także bulwersujące międzynarodową moralność i powagę traktatów (artykuł 227).
W roku 1919 Komitet dla Spraw Odpowiedzialności (ścigał zbrodnie I wojny światowej) ustalił katalog 32 zbrodni wojennych. W roku 1925 rozbudowano zawarty w Konwencjach haskich z 1899 i 1907 o regulaminie wojny lądowej zakaz używania broni chemicznej i biologicznej w protokole genewskim.
Podczas II wojny światowej sprecyzowano zasady odpowiedzialności. Dokonała tego Komisja Narodów Zjednoczonych do Spraw Zbrodni Wojennych. Zatwierdzono je 8 sierpnia 1945 roku w Londynie, gdzie porozumiały się cztery mocarstwa koalicji antyhitlerowskiej. Te same kraje uchwaliły Statut Międzynarodowego Trybunału Wojskowego w Norymberdze. Zbrodnie wojenne omówiono w art. 6 (b):
pogwałcenie praw i zwyczajów wojennych. Takie pogwałcenie będzie obejmowało, ale nie będzie ograniczone do morderstw, złego obchodzenia się lub deportacji na roboty przymusowe albo w innym celu ludności cywilnej na okupowanym obszarze lub z tego obszaru, do mordowania lub złego obchodzenia się z jeńcami wojennymi lub osobami na morzu; do zabijania zakładników; do rabunku własności publicznej lub prywatnej; do bezmyślnego burzenia osiedli, miast lub wsi albo do spustoszeń nie usprawiedliwionych koniecznością wojenną.
W listopadzie 1946 roku Zgromadzenie Ogólne ONZ zaleciło wprowadzenie artykułu 6 Statutu do kodeksów krajowych. Polska ratyfikowała je rok później. Konwencja o niestosowaniu przedawnienia wobec zbrodni wojennych i zbrodni przeciw ludzkości zalicza do zbrodni wojennych określone w Statucie z 1945 oraz „ciężkie naruszenia” konwencji genewskich z dnia 12 sierpnia 1949 roku o ochronie ofiar wojny:
umyślne zabójstwo, torturowanie lub nieludzkie traktowanie, włączając w to doświadczenia biologiczne, umyślne powodowanie wielkich cierpień albo ciężkie zamachy na nietykalność fizyczną lub zdrowie, bezprawne deportacje lub przeniesienia, bezprawne pozbawianie wolności, zmuszanie osoby podlegającej ochronie do służby w siłach zbrojnych Mocarstwa nieprzyjacielskiego, pozbawianie jej prawa do tego, aby była sądzona w sposób słuszny i bezstronny zgodnie z postanowieniami niniejszej Konwencji, branie zakładników, niszczenie i przywłaszczanie majątku nie usprawiedliwione koniecznościami wojskowymi i wykonywane na wielką skalę w sposób niedozwolony i samowolny.
Listę tę powtarza Statut Międzynarodowego Trybunału Karnego w artykule 8, poszerzając ją m.in. o stosowanie trucizn, broni powodującej nadmierne cierpienie czy wcielanie dzieci do służby wojskowej.